# 坂本明宏
坂本明宏（さかもと あきひろ、1981年5月22日 - ）は日本のシンガーソングライター。O型。
東京都八王子市生まれ。立川市育ち。
- ジャンル：J-POP、フォーク、ニューフォーク
- 活動期間：2010年-
- レーベル：シャイニング・レコーズ（2010年-）
- 事務所：シャイニング・レコーズ
- 担当楽器：ボーカル、ギター